# عناد عبد
عناد عبد (انگلیسی: Anad Abid؛ زادهٔ ۳ اوت ۱۹۵۵) یک بازیکن فوتبال اهل عراق است.
وی همچنین در تیم ملی فوتبال عراق بازی کرده است.